# Kostel svatého Michaela archanděla (Zlovědice)
Kostel svatého Michaela archanděla je zřícenina římskokatolického filiálního kostela zasvěceného svatému Michaelu ve Zlovědicích v okrese Louny. Od roku 1964 je chráněn jako kulturní památka. Zřícenina stojí ve svahu nad potokem Leska asi 300 m východně od středu vesnice.

## Historie
Barokní kostel pochází z roku 1750. Jeho užívání skončilo po roce 1945 a roku 1986 byl podán návrh na sejmutí památkové ochrany, aby mohl být zbořen. Přestože ochrana zrušena nebyla, kostel dále chátrá.

## Architektura
Kostel je jednoduchá stavba s obdélným půdorysem a presbytářem ukončeným trojbokým závěrem. Sakristie je připojena k severní straně. V ose východního průčelí stojí věž. Loď mívala dřevěnou křížovou klenbu a stávala v ní konvexně-konkávní kruchta. Zděná klenba presbytáře se propadla a klenbou sakristie prorůstají keře. Rokokové zařízení ze druhé poloviny 18. století bylo zničeno.